# Ian Ruff
Ian Ruff (16 de diciembre de 1946) es un deportista australiano que compitió en vela en la clase 470. Participó en los Juegos Olímpicos de Montreal 1976, obteniendo una medalla de bronce en la clase 470.

## Palmarés internacional
| Juegos Olímpicos | Juegos Olímpicos  | Juegos Olímpicos  | Juegos Olímpicos |
| Año              | Lugar             | Medalla           | Clase            |
| ---------------- | ----------------- | ----------------- | ---------------- |
| 1976             | Montreal (Canadá) | Medalla de bronce | 470              |